# Kruis van Covadonga

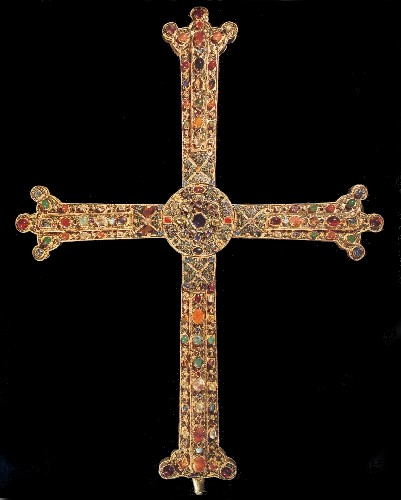
Anverso de la Cruz de la Victoria.

Het Kruis van Covadonga, ook wel "Kruis van de Overwinning" of Cruz de la Victoria genoemd is een Spaans houten kruis dat met filigrain van goud, parels, emaille en halfedelstenen is bezet. Het is een crux gemmata in de vorm van een Latijns kruis.
De grootte suggereert dat het om een 92 centimeter hoog processiekruis gaat. Het is een zeldzaam voorbeeld van Karolingisch edelsmeedwerk.
Het kruis werd eeuwenlang in verband gebracht met Alfonso III de Grote, Koning van Asturië, het werd in 908 aan de Kathedraal van San Salvador in Oviedo geschonken.
Men noemt het kruis het "Kruis van de Overwinning" ter herinnering aan de door de christenen gewonnen slag bij Covadonga in 722. Daar wist men de aanval van de Moren op Asturias, het enig overgebleven Christelijke deel van Spanje af te slaan. Het kruis heeft de eeuwen niet ongeschonden overleefd. Oorlogen, diefstal van de stenen en onbeholpen restauraties hebben aan de authenticiteit van het kruis afgedaan. De houten kern zou, zo heet het sinds de 16e eeuw, het originele kruis zijn dat in de zomer van 722 op de brug van Covadonga voor de christelijke soldaten aan werd gedragen. Modern onderzoek met koolstofisotopen (C14-datering) laat zien dat de boom waaruit het kruis werd getimmerd honderdvijftig jaar later in de regeringsperiode van Alfonso III de Grote groeide. Het verband met de slag is dus een legende.
Het kruis is het officiële Heraldische symbool van het Prinsdom Asturias en ook van de Carlisten. Koning of troonpretendent Jaime III gebruikte het kruis als kleinood van zijn Orde van de Legitieme Verbanning.

## Inscripties op de achterzijde
"SVSCEPTVM PLACIDE MANEAT HOC IN HONORE DI QVOD OFFERVNT / FAMVLI XPI ADEFONSVS PRINCES ET SCEMENE REGINA"
"QVISQVIS AVFERRE HOC DONARIA NOSTRA PRESVMSERIT FVLMINE DIVINO INTEREAT IPSE"
"HOC OPVS PERFECTVM ET CONCESSVM EST SANTO SALVATORI OVETENSE SEDIS"
"HOC SIGNO TVETVR PIVS HOC SIGNO VINCITVR INIMICVS / ET OPERATVM ES IN CASTELLO GAVZON AGNO REGNI NSI XLII DISCVRRENTE ERA DCCCCXLVI"
De aangehouden jaartelling is niet de onze. Het jaar 946 op het kruis is ons jaar 908.